# Giovanni Ciampitti

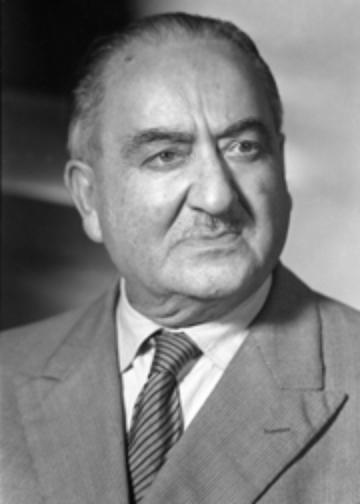
Giovanni Ciampitti

Giovanni Ciampitti (7 de junho de 1877 – 22 de abril de 1967) foi um político italiano que serviu como membro da Assembleia Constituinte (1946–1948), senador (1948–1953) e prefeito de Isérnia (1956–1958).